# Valentin Vodnik

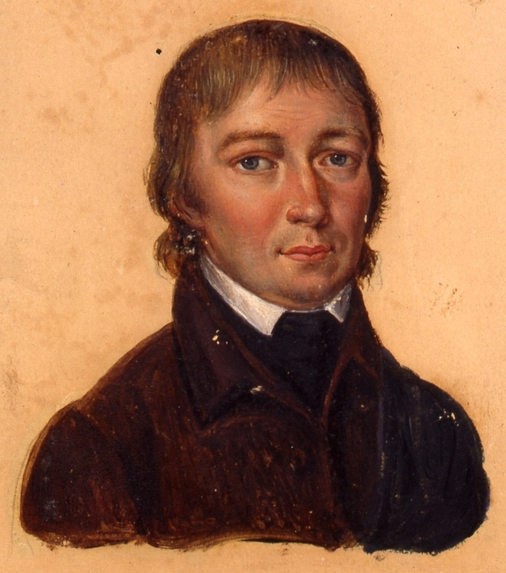
Valentin Vodnik

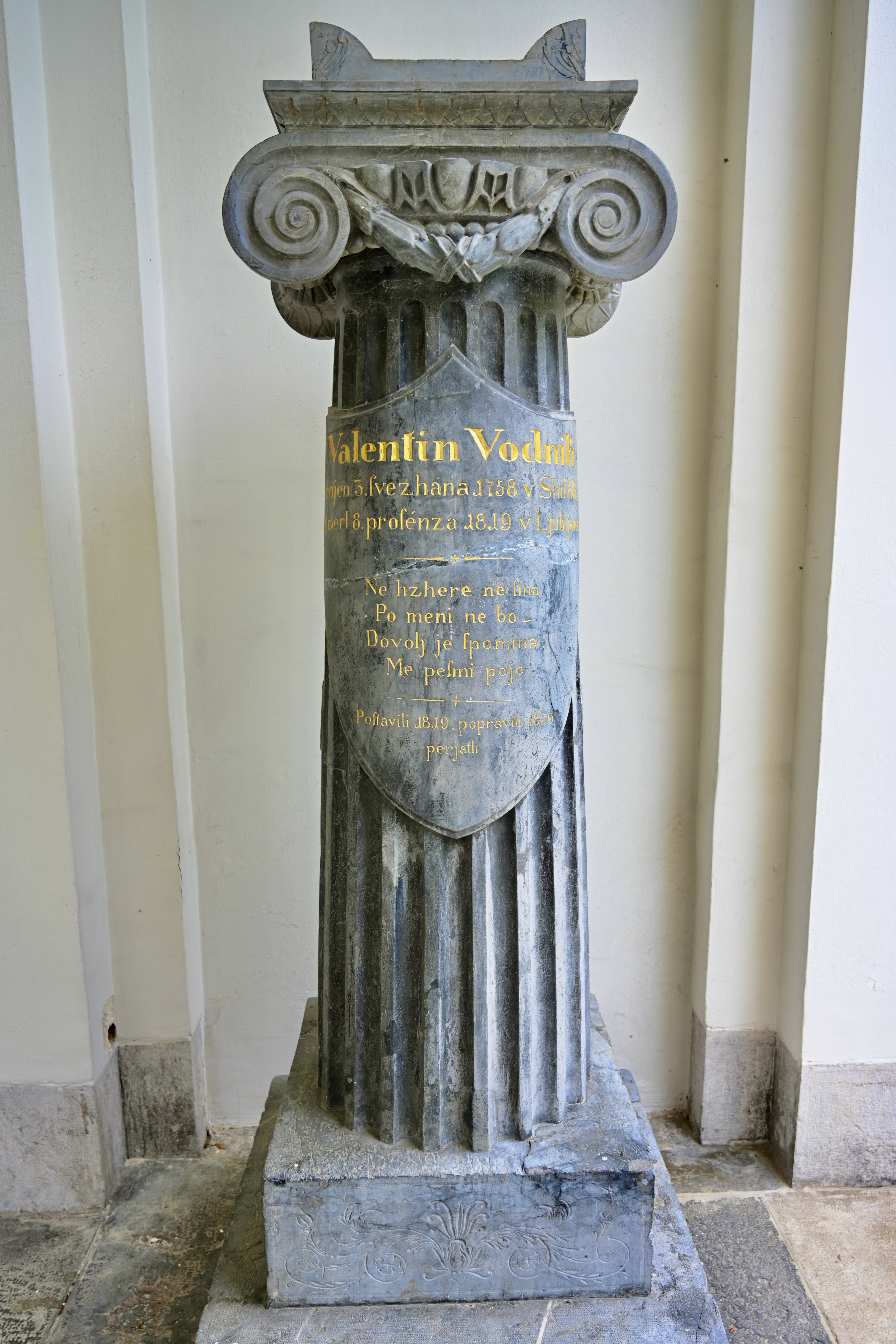
Grabstein von Valentin Vodnik im Navje-Gedenkpark in Ljubljana

Valentin Vodnik (* 3. Februar 1758 in Zgornja Šiška (Oberschischka); † 8. Januar 1819 in Ljubljana) war ein slowenischer Geistlicher, Dichter, Übersetzer, Linguist, Lehrer, Journalist und Redakteur zur Zeit der Aufklärung in der Krain. Er ist bekannt für seine Beiträge zur Verbreitung der slowenischen Sprache.

## Werdegang
Valentin Vodnik wuchs als ältestes von 10 Kindern des Ehepaars Jožef Vodnik und Jere Pance in einer relativ wohlhabenden Bauern- und Handwerkerfamilie auf. Im Alter von 10 Jahren wurde er zu seinem Onkel Marcelo in das Franziskanerkloster in Novo mesto geschickt und auf den Eintritt in das Gymnasium in Ljubljana (1769–1775) vorbereitet. Nach dem Abitur trat er in den Franziskanerorden ein und studierte Philosophie, Theologie, Italienisch und Französisch. 1784 verließ Vodnik das Kloster und wirkte danach als Priester in Ljubljana, im Oberkrainer Dorf Sora (Medvode), in Bled, Ribnica und Koprivnik nad Bohinje. In Koprovnik lernte er Sigmund Zois  kennen, der ihn in seinen Kreis von Persönlichkeiten der slowenischen Aufklärung einlud. 1797 wurde Vodnik Lehrer am Gymnasium in Ljubljana, ohne seine priesterliche Tätigkeit völlig aufzugeben.
Vodnik widmete sich dem Verfassen von Gedichten auf Slowenisch, das er als Krainisch bezeichnete. Seine ersten Gedichte wurden in Marko Pohlins Sammlung slowenischer Volkslieder veröffentlicht. Vodniks Poesie war relativ einfach, mit einem allgemein patriotischen und satirischen Charakter. Eines seiner berühmtesten Gedichte, Dramilo („Ein Muntermacher“), ist ein poetischer Appell an die Slowenen, stolz auf ihr Land, ihre Sprache und ihr Erbe zu sein. 1806 veröffentlichte er seine erste Gedichtsammlung mit dem Titel Pesme za pokušino (Gedichte zum Verkosten). Er war auch Herausgeber der ersten slowenischsprachigen Tageszeitung Lublanske novice, die von 1797 bis 1800 zweimal wöchentlich erschien. Neben Lyrik und journalistischen Texten schrieb Vodnik Grammatiken, Lehrbücher, das erste slowenischsprachige Kochbuch (Kuharske bukve, 1799) und verfasste Übersetzungen.
In den 1810er Jahren wurde er ein glühender Befürworter der französischen Annexion der slowenischen Länder. 1809 schrieb er ein Gedicht mit dem Titel Ilirija oživljena („Illyrien wiedergeboren“), in dem er Napoleon Bonaparte dafür lobte, die Illyrischen Provinzen gegründet zu haben. Während der kurzlebigen französischen Regierung war er maßgeblich daran beteiligt, die Behörden davon zu überzeugen, den Gebrauch des Slowenischen in Bildung, Kultur und Verwaltung zu fördern.
Nach der Rückkehr der österreichischen Herrschaft 1813 wurden die meisten dieser Reformen in der Sprachenpolitik beibehalten, aber Vodnik selbst wurde mit Misstrauen betrachtet. Er wurde in den Ruhestand versetzt und aus dem öffentlichen Leben entfernt. Er starb kurz seinem 61. Geburtstag in Ljubljana und wurde auf dem St. Christoph-Friedhof begraben. Sein Grabstein steht heute im Navje-Gedenkpark.

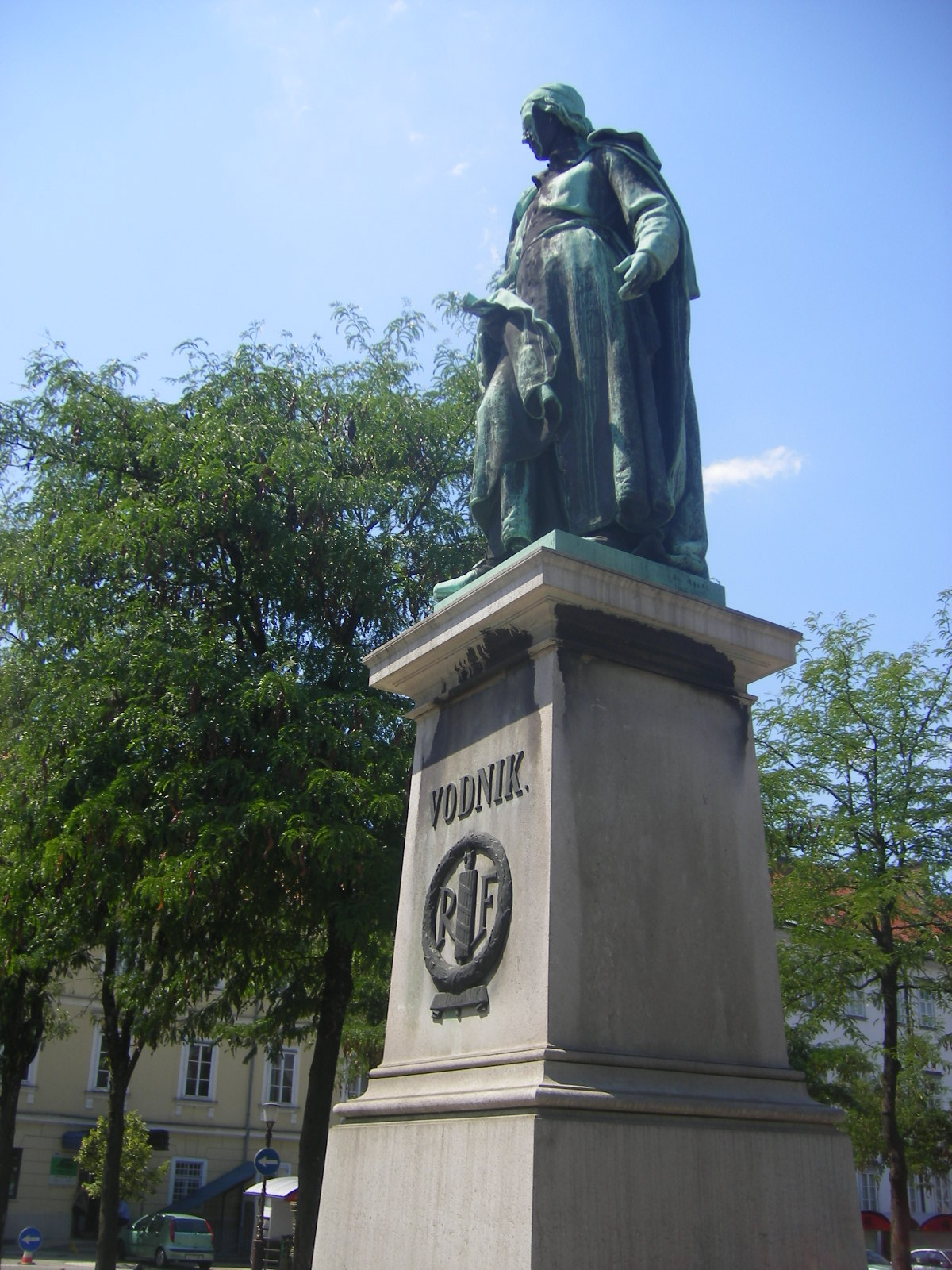
Vodnik-Denkmal auf dem Vodnik-Platz in Ljubljana

## Bewertung
Vodnik gilt allgemein als der erste echte slowenischsprachige Dichter und Journalist. In seinen Schriften verwendete er oberkrainischen Dialekt, in den er Wörter und grammatikalische Merkmale aus anderen slowenischen Dialekten einbezog, um ihn allgemeiner verständlich zu machen. Als Mitglied des Kreises von Sigmund Zois förderte er jüngere Talente, darunter France Prešeren.